# 개와 고양이의 구슬 다툼

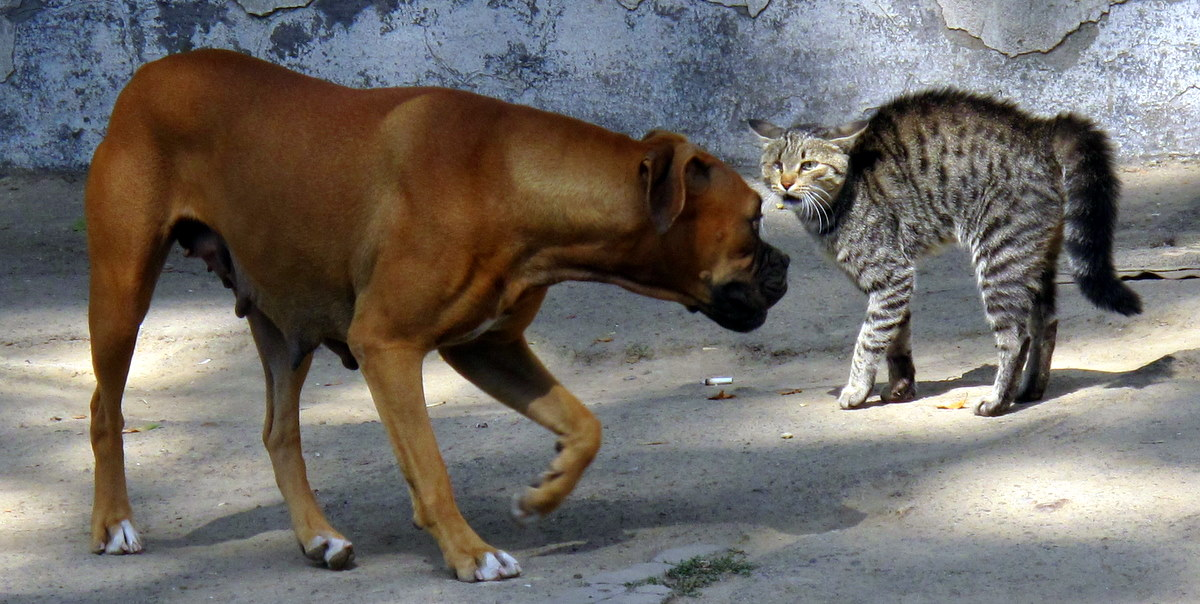
《개와 고양이의 구슬 다툼》은 개와 고양이의 사이가 나빠진 유래를 설명하는 민담이다.

《개와 고양이의 구슬 다툼》은 개와 고양이가 나오는 대한민국의 설화이다. 《견묘쟁주》(犬猫爭珠), 《견묘보주탈환》(犬猫寶珠奪還)으로도 부른다.

## 줄거리
옛날 어느 바닷가에 늙은 부부가 고기잡이로 어렵게 생계를 잇고 있었다. 어느 날 영감이 물고기를 잡으러 갔으나 허탕을 치고, 큰 잉어 한 마리를 겨우 잡았지만 잉어가 눈물을 흘리는 것을 보고 놓아주었다. 다음 날 영감이 다시 바닷가에 낚시를 하러 가니 한 사람이 나타나 자신이 전날 구해준 은혜를 입은 잉어이며 용왕의 아들이라 소개하였다. 용왕의 아들은 은혜를 갚고자 영감을 용궁으로 초대하였다. 영감은 용궁에서 후한 대접을 받고 보배 구슬을 얻은 뒤 집으로 돌아와 큰 부자가 되었다. 소식을 들은 이웃 마을 노파가 찾아와서, 다른 구슬과 바꿔치기하여 보배 구슬을 훔쳐갔다.
그 후 부부는 다시 가난해졌다. 부부가 기르던 개와 고양이는 주인의 은혜를 갚기 위해 노파의 집에 찾아가서 그 집에 사는 쥐를 위협해 구슬을 되찾았다. 돌아오면서 강을 건널 때 개는 헤엄치고 고양이는 개의 등에 업혀 구슬을 물고 있었는데, 개가 구슬을 잘 간수하고 있느냐고 자꾸 묻자 고양이가 마지못해 대답하다 구슬을 물에 빠뜨린다. 이 일로 크게 다투다가 개는 집으로 가고, 면목이 없어진 고양이는 강에서 물고기를 얻어 먹다가 그 속에서 구슬을 찾게 되어 주인에게 돌아갔다. 고양이 덕분에 주인은 다시 큰 부자가 되어 고양이를 귀여워해 집안에 들이고 개를 박대하여 집밖의 마당을 지키게 하였으므로, 그 뒤로 고양이는 집 안에서 살고 개는 집 밖의 마당에서 살면서 서로 으르렁거리는 사이가 되었다고 한다.